# Wincenty Rawski (młodszy)
Wincenty Jan Rawski (ur. 26 listopada 1850 we Lwowie, zm. 4 września 1927 tamże) – polski architekt i budowniczy, działający głównie we Lwowie. Zaprojektował m.in. budynek Dyrekcji Kolei Państwowych, siedzibę Polskiego Towarzystwa Politechnicznego oraz lwowskie kamienice i wille. Reprezentował historyzm, najważniejsze projekty były utrzymane w stylistyce neorenesansowej i neobarokowej. Był jednym z założycieli i najbardziej aktywnych działaczy Towarzystwa Politechnicznego. Pełnił funkcję prezesa Koła Architektów i zasiadał w licznych komisjach społecznych i konkursowych dotyczących architektury Lwowa. Syn architekta Wincentego Rawskiego.

## Życiorys
Urodził się we Lwowie, jego ojciec Wincenty Rawski był budowniczym i architektem. Studia architektoniczne odbył w Akademii Technicznej we Lwowie (1869-1872), następnie studiował w Wyższej Szkole Technicznej (politechnice) w Wiedniu w latach 1873–1875. Jego profesorem był m.in. Heinrich von Ferstel, jeden z współtwórców architektury Wiednia tamtego czasu, który hołdował stylistyce historyzmu ze szczególnym upodobaniem do maniery neorenesansowej. Odbył także podróż studyjną do Włoch, a po powrocie rozpoczął działalność w firmie architektoniczno-budowlanej ojca. Uprawnienia inżynierskie uzyskał w roku 1876 we Lwowie i założył własne biuro.
Jako budowniczy zdobył uznanie realizując gmach Sejmu Krajowego (1877-1881) według projektu Juliusza Hochbergera. Pierwszymi jego ważnymi autorskimi projektami były kamienice przy ul. Pańskiej 2 i 4 (ob. Franki) wzniesione w roku 1883 w kształcie przypominającym renesansowe pałace. W całym zarysie jego działalności we Lwowie realizacje własne przeplatały się z praktyką budowlaną.

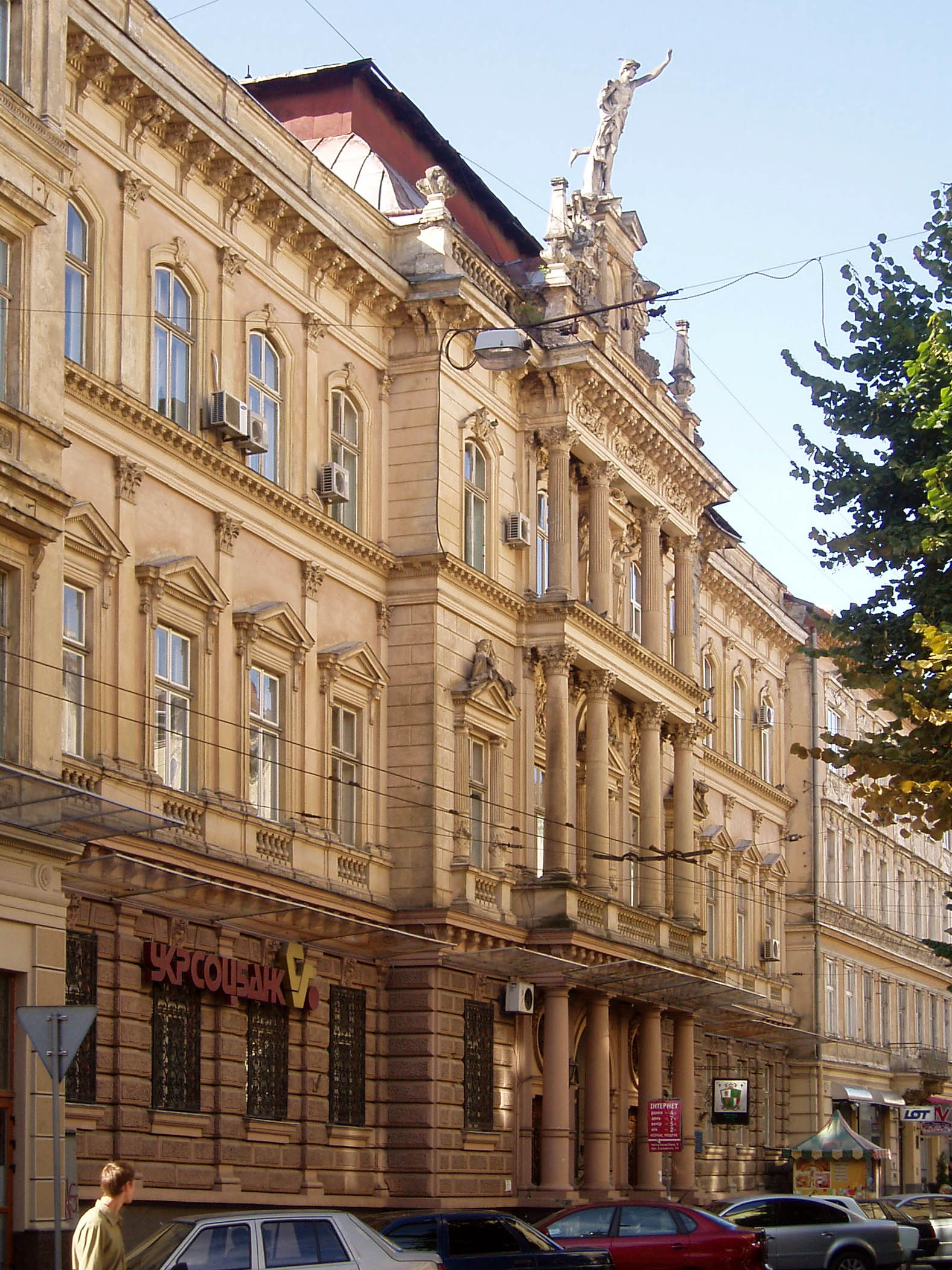
Wincenty Rawski (młodszy) - Dyrekcja Kolei Państwowych we Lwowie

W latach 1885–1887 powstał gmach Dyrekcji Kolei Państwowych przy ulicy 3 Maja 3 (ob. Strzelców Siczowych). Klasycyzujący portyk z kolumnami wyznaczał bogactwo eklektycznej fasady. Na jej szczycie widniał posąg Merkurego na kole Fortuny wyrzeźbiony przez Leonarda Marconiego, który był współautorem projektu całej elewacji. Budynek ten wkrótce został zamieniony na Hotel Imperial, gdy dyrekcja kolei przeniosła się w roku 1893 do nowej, większej siedziby.

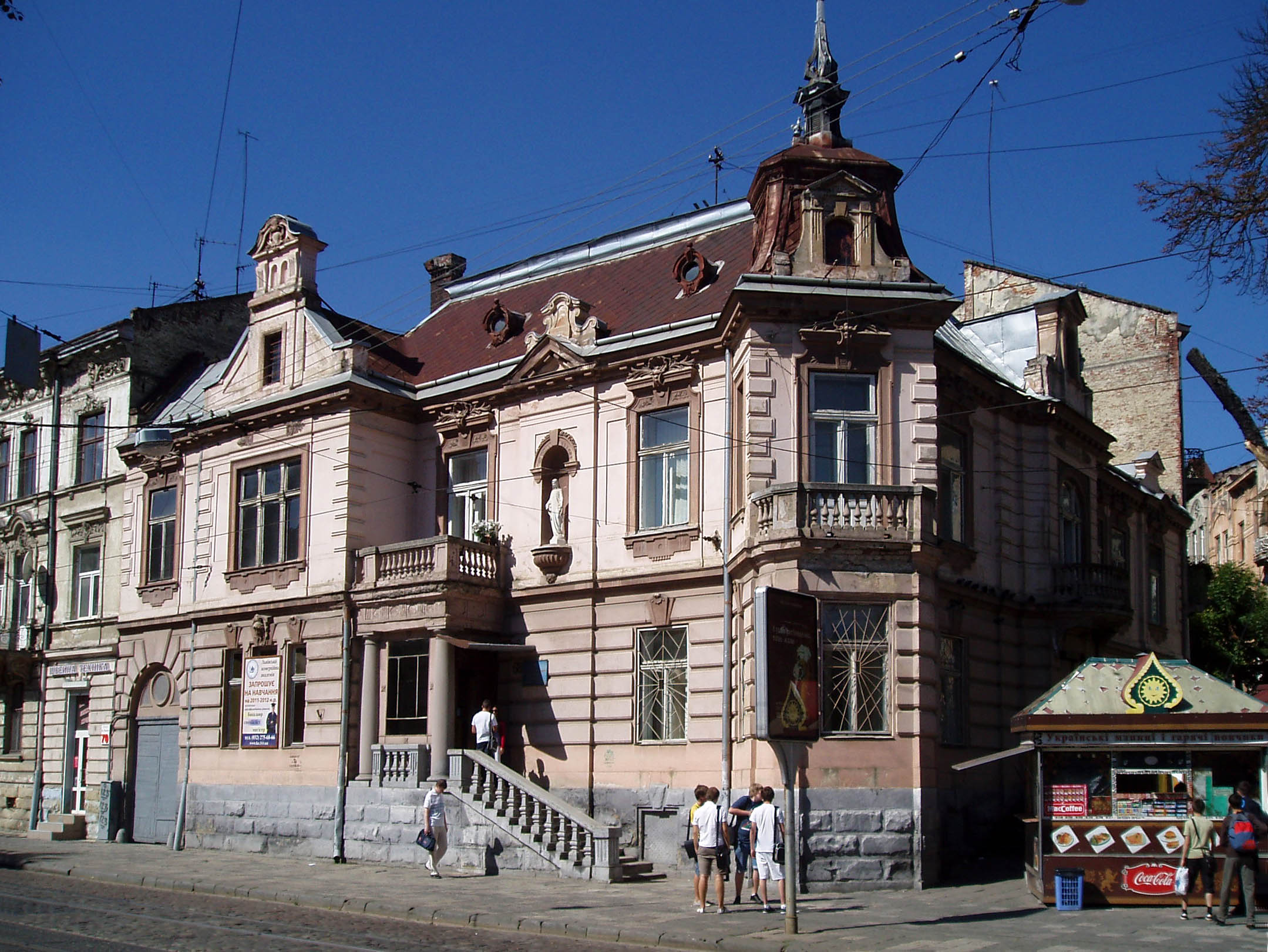
Wincenty Rawski (młodszy) - willa przy ul. Zyblikiewicza 68 we Lwowie

Projektował kamienice (m.in. neobarokowy dom własny przy ul. Matejki 8) oraz wille prywatne, w tym dwie własne, z których do dziś zachował się dom z 1896 r. przy ul. Krzyżowej 61 (ob. Czuprynki). Udaną formą wyróżniał się pałacyk z 1898 r. przy ul. Zyblikiewicza 68 (ob. Franki), który proporcjonalnym zakomponowaniem bryły przypominał wille renesansowo-barokowe.
W latach 1905–1906 wybudowano dom Polskiego Towarzystwa Politechnicznego przy ul. Zimorowicza 9 (ob. Dudajewa). Projekt z 1901 r. wygrał konkurs zamknięty w roku 1905. Mimo panującej w tym czasie w lwowskim budownictwie secesji, budynek ten nadal reprezentował eklektyczny historyzm. Odznaczająca się spokojnymi proporcjami neorenesansowa fasada zwieńczona rzeźbioną attyką zawierała jeden zaskakujący element w postaci wykusza nad wejściem, który ma akcenty neogotyckie.
Przebudowywał oraz projektował także pałace i dwory ziemiańskie, m.in. hr. Lanckorońskiego w Tartakowie, hr. Dzieduszyckiego w Izydorowie oraz dwór Kozłowieckich w Rakowej (1896). Zaprojektował także w roku 1899 siedzibę Dyrekcji Skarbu przy ulicy Jagiellońskiej 52 w Nowym Sączu.

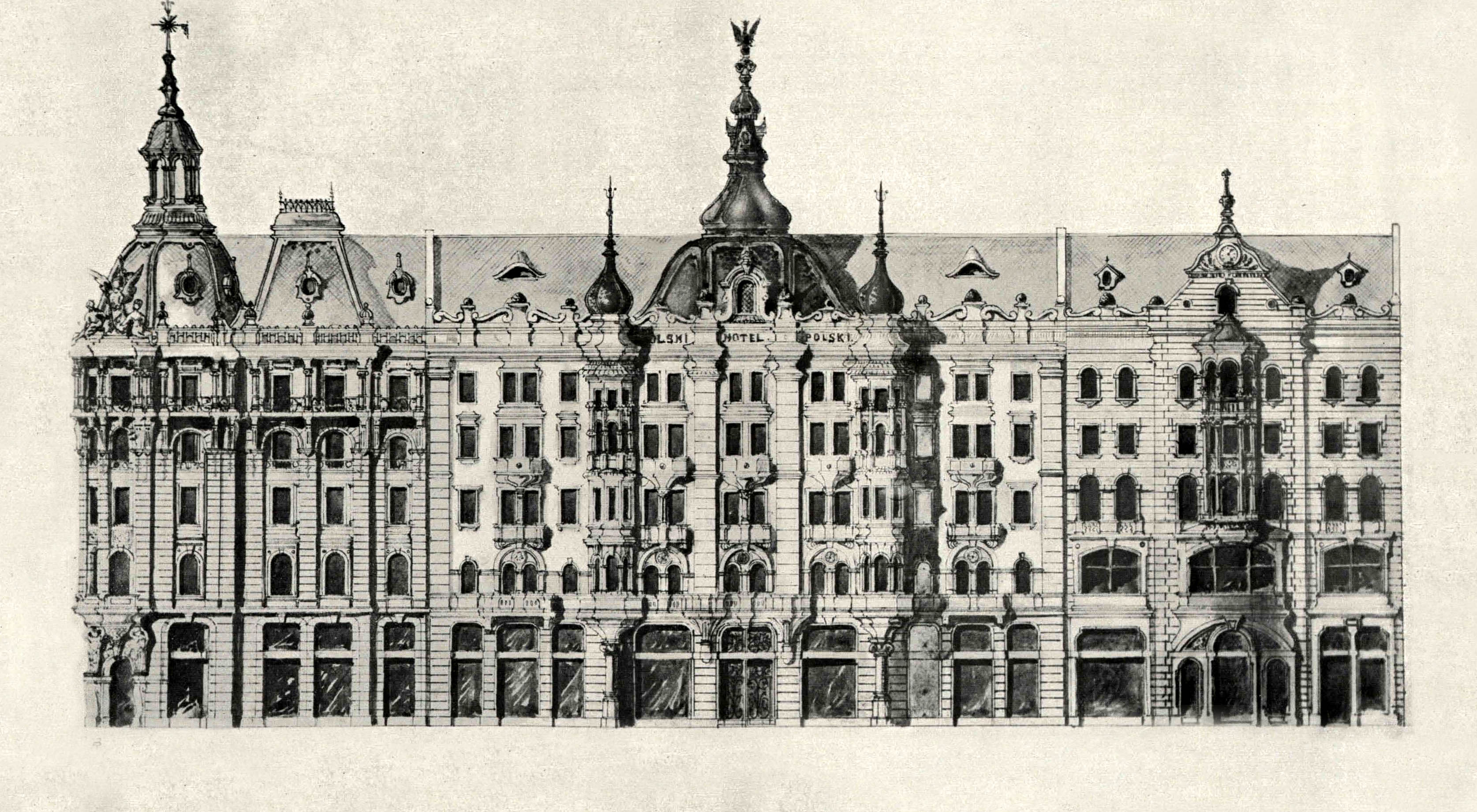
Wincenty Rawski (młodszy) – projekt siedziby Towarzystwa Kredytowego Ziemskiego we Lwowie

Wielokrotnie przystępował do konkursów architektonicznych przedstawiając projekty w stylistyce historyzmu, w tym neogotycki kościół św. Elżbiety (1903) oraz obiekty o neobarokowych fasadach, jednak komisje najczęściej akceptowały rozwiązania utrzymane w nowocześniejszej stylistyce i jego projekty pozostawały niezrealizowane.

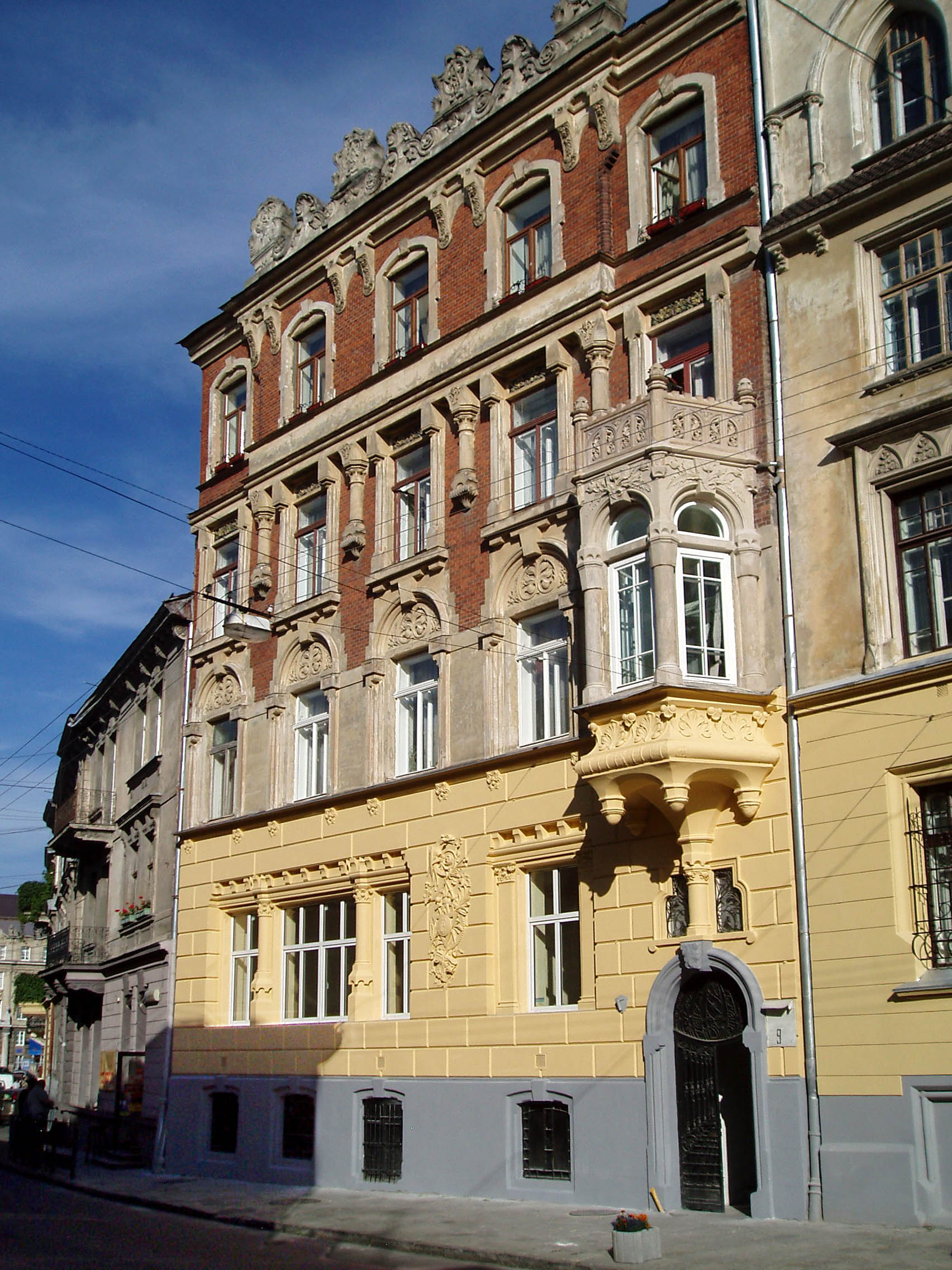
Wincenty Rawski (młodszy) - Dom Polskiego Towarzystwa Politechnicznego we Lwowie

Był jednym z założycieli Polskiego Towarzystwa Politechnicznego i jego aktywnym działaczem. Pełnił różne funkcje w zarządzie Towarzystwa, w latach 1908–1909 został jego prezesem, a później członkiem honorowym. Wygłaszał liczne referaty i odczyty, publikował artykuły fachowe w „Czasopiśmie Technicznym”. Sprawował także funkcję prezesa lwowskiego Koła Architektów w latach 1907–1908. Wchodził w skład wielu komisji konkursowych oraz gremiów mających na celu polepszenie stanu budownictwa, nadzorował m.in. prace przy wznoszeniu pomnika Adama Mickiewicza we Lwowie.
Zmarł po długotrwałej chorobie w roku 1927. Został pochowany na Cmentarzu Łyczakowskim we Lwowie.

## Najważniejsze dzieła architektoniczne we Lwowie
- kamienice przy ul. Pańskiej 2 i 4, (ob. Franki), 1883
- budynek Dyrekcji Kolei Państwowych przy ulicy 3 Maja 3 (ob. Strzelców Siczowych), 1885-1887
- willa-pałacyk przy ul. Zyblikiewicza 68 (ob. Franki), 1898
- willa własna przy ul. Issakowicza (ob. Gorbaczewskiego), 1891-1892 (nie istnieje)
- kamienica przy ul Matejki 8 (ob. Matejka), 1893-1894
- budynek koszar przy Drodze Wuleckiej (ob. Księżnej Olgi), 1895
- budynek Drukarni Związkowej przy ul. Lindego 4 (ob. Liszta), 1895
- willa własna przy ul. Krzyżowej 61 (ob. Czuprynki), 1896
- budynek Polskiego Towarzystwa Politechnicznego przy ul. Zimorowicza 9 (ob. Dudajewa), 1905-1906
- dom przy ul. Sienkiewicza 9 (ob. Woronego), 1906
- dom przy ul. Grunwaldzkiej 11 (ob. Siajwo), 1923
- pomnik Orląt Lwowskich, odsłonięty przed gmachem Politechniki Lwowskiej 22 listopada 1925[13]

## Projekty niezrealizowane
- budynek Szkoły Realnej w Stryju, 1887
- kościół św. Elżbiety we Lwowie, 1903
- budynek Muzeum Przemysłu Artystycznego we Lwowie, 1904
- budynki Towarzystwa Kredytowego Ziemskiego na rogu ul. Kopernika i Karola Ludwika we Lwowie, 1912
- projekt koncepcyjny kościoła św Wincentego we Lwowie, 1919